# Bryshon Nellum
Bryshon Nellum (Los Ángeles, Estados Unidos, 1 de mayo de 1989) es un atleta estadounidense, especialista en la prueba de relevos 4 x 400 m, con la que ha logrado ser campeón del mundo 2015.

## Carrera deportiva como relevista de 4 x 400 m
En las Olimpiadas de Londres 2012 gana la plata —tras los corredores de Bahamas y por delante de los trinitenses—, y en el Mundial de Pekín 2015 también ganan el oro —en esta ocasión por delante de los trinitenses y británicos—.